# Papp Endre (újságíró)
Papp Endre (Budapest, 1946. november 24. –) magyar újságíró, az egykori Ablak című tévéműsor és a Karc FM rádió szerkesztő-műsorvezetője.

## Pályája
1971-ben szerzett diplomát, majd a Magyar Rádióban a Szivárvány és a Szombat délelőtt című műsorokban indult, a hírműfajjal a Krónikában került kapcsolatba. Az Ablak című műsornak 1981 óta volt munkatársa a Magyar Televízióban, ahol a Téka és az Évgyűrűk című műsorokban is szerepelt. Műsorvezetőként a Túrabakancs és a Tízórai című műsorokban tűnt fel. 1999-ben a Híradó műsorvezetői székét is elfoglalhatta. A 2002-es országgyűlési választás után, 2003-ban a köztévében a Napi mozaikot vezette, a közrádióban pedig a Krónikánál dolgozott. 2007-től a Lánchíd Rádió hírműsorainak vezetője lett. 2016 óta a Karc FM rádió szerkesztő-műsorvezetője.

## Szervezeti tagsága
- Magyar Újságírók Országos Szövetsége